# Tomaz Morais
Tomaz Eduardo Carvalho Morais ComM (Lobito, 6 de Abril de 1970) é um antigo jogador e atual treinador de râguebi. Foi o selecionador nacional e treinador da Seleção Portuguesa de Rugby Union, desde setembro de 2001 até março de 2010, data em que assumiu a função de responsável técnico da Federação Portuguesa de Rugby, onde será o coordenador de todas as seleções da modalidade.

## Biografia
Tomaz Morais jogou no Grupo Dramático e Sportivo de Cascais onde conquistou seis campeonatos nacionais e duas Taças Ibéricas. Morais jogou ainda 22 vezes na seleção nacional de râguebi. Em 1996, Tomaz Morais contraiu uma hérnia discal o que o impediu de jogar mais tempo. A partir de então passou a dedicar-se exclusivamente a dirigir equipas de râguebi, atividade que vinha desempenhando desde 1993, tendo iniciado a sua carreira de treinador com a equipa de juvenis do GDS Cascais, com quem se sagrou campeão de Portugal no mesmo ano.
Alcançou os maiores sucessos internacionais de sempre do râguebi português. Foi nomeado para melhor treinador de râguebi do mundo em 2004. A 19 de Abril de 2005 foi feito Comendador da Ordem do Mérito. Em Setembro de 2010 sucedeu-lhe Errol Brain no cargo de treinador nacional.
É professor de Educação Física no Colégio Valsassina e comentador desportivo no programa Mais Futebol da TVI24.
Feitos: 
- Torneio das 6 Nações B (2004)
- Fase de Grupos do Mundial (2007), onde chega a pontuar
- Pentacampeão europeu de Sevens